# Болотоведение (журнал)
«Болотоведение» ― научный журнал, вестник Минской болотной опытной станции в начале XX века.

## Предыстория журнала
Состоянию болот в Белоруссии всегда придавали особое значение. Первые попытки это теоретически осмыслить предприняты во второй половине XVIII в. В это время пинский староста Матей Бутримович проводил на некоторых помещичьих землях мелиорацию, и там потом строили усадьбы. Первые же научные опытные технологические работы по осушению болот начаты в Горы-Горках при земледельческом институте в 1860-е гг.
В 1911 году образована Болотная комиссия Минского губернского земства (директора А. Флёров, затем известный учёный А. Т. Кирсанов), начавшая издавать профильный журнал «Болотоведение».
Журнал выходил как вестник Минской опытной болотной станции, организованной по ходатайству Минского губернского комитета по делам земского хозяйства. Казна выделила болотной станции 9 тысяч рублей. Под опытные поля был отведен участок в 4 га на Комаровском болоте под Минском. Болото было низинным, оно и названо было так из-за обилия болотных комаров, глубина его торфяного слоя доходила до полутора метров. Размещалась болотная станция на углу нынешних улиц Максима Богдановича и Сурганова.
В 1914 году начинаются опытные работы. В Российской империи это было первым таким начинанием.

## Содержание журнала

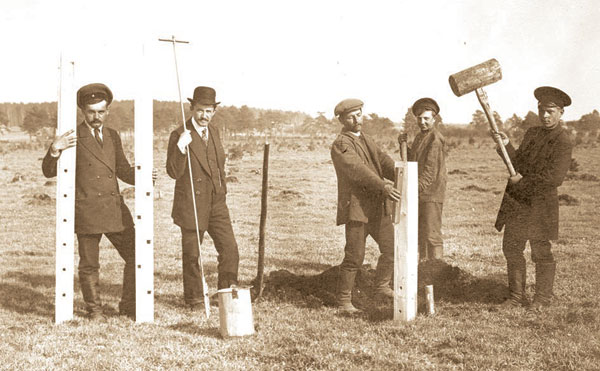
Болотоведческие работы в Минске. 1911 год

Журнал выходил в 1912—1917 гг., сначала в Минске, затем с № 3—4 за 1915 г. в Москве. В 1912—1915 гг. вышли 4 номера в год, за 1916—1917 один номер. Журнал писал о происхождения болот, классифицировал их, предлагал методику исследования физических и химических свойств болотных почв, рекомендовал методы использования болот для луговодства, огородничества, полеводства и садоводства. Обсуждались технические разработки болот и использование торфа на топливо и удобрение. Давались отчёты, обзоры и планы работы Минской болотной опытной станции и её хозяйств. Публиковались правительственные распоряжения по вопросам болот, отчёты о съездах и конференциях по болотоведению. Журнал знакомил с деятельностью земств и других общественных организаций по приспособлению болот для людских нужд, знакомил с новой литературой по болотоведению в России и за границей, с новыми машинами для осушения болот и добычи торфа. Публиковал статьи по орошению, осушению и растительности полесских болот, результаты исследования болот и лугов Минской
губернии.

## Издания
- Болотоведение: вестник культуры и изучения болот и луговодства, издаваемый Минской опытной болотной станцией / под редакцией А. Т. Кирсанова. ― Минск: Губернская типография, 1912—1917.